# Karl Henry
Karl Levi Daniel Henry (* 26. November 1982 in Wolverhampton) ist ein englischer Fußballspieler. Der sowohl auf den Außenbahnen als auch im Zentrum einsetzbare Mittelfeldspieler ist seit November 2018 für Bradford City aktiv.

## Sportlicher Werdegang
Obwohl Henry in Wolverhampton geboren wurde, begann er seine fußballerische Laufbahn als Nachwuchsspieler bei Stoke City, wo er die Jugendmannschaften bis hinauf in die Profiabteilung durchlief. Er feierte 7. Februar 2001 anlässlich eines 4:0-Siegs gegen den FC Walsall in der Football League Trophy den Einstand in der ersten Mannschaft. Zu seinen nächsten Spielen kam er zwar erst in der folgenden Saison 2001/02 wieder, war dort aber 2002 bei dem damaligen Drittligisten nach dem Ligadebüt gegen Huddersfield Town am 8. September 2001 mit insgesamt 24 Partien maßgeblich an dem Aufstieg in die Zweitklassigkeit beteiligt.
Über den Status eines Ergänzungsspielers kam Henry aber in der Folgezeit nicht hinaus. Rund die Hälfte seiner Einsätze bei den „Potters“ waren nicht von Beginn an und fast folgerichtig lieh in der Klub im Januar 2004 an den Viertligisten Cheltenham Town aus. Nach seiner Rückkehr spielte er sich kontinuierlich in die Mannschaft und kam in der Saison 2004/05 auf 34 Ligaeinsätze. Der neue Trainer Johan Boskamp hielt jedoch in der Spielzeit 2005/06 nicht mehr an ihm fest und so äußerte sich der Verein bereits vor Abschluss der Saison, dass Henry eine Freigabe zu einem Wechsel erteilt wurde. Als dann Tony Pulis Boskamps Erbe antrat, wechselte die Klubführung ihre Meinung und unterbreitete dem Spieler, der zwar immer noch am Training teilnahm, aber formal gesehen vertragslos war, ein neues Angebot. Dessen ungeachtet erlaubte ihm der Verein, bei den Wolverhampton Wanderers vorzuspielen. Da sich die „Wolves“ zu einem Kauf entschlossen, wechselte Henry im August 2006 nach Wolverhampton, wobei als Gegenleistung eine Ausbildungsentschädigung in Höhe von 100.000 Pfund nach Stoke-on-Trent floss – weitere Vertragsbestandteile waren eine 15 %-Beteiligung für Stoke City im Falle eines Weiterverkaufs an einen Drittverein sowie weitere Entschädigungszahlungen bis zu 75.000 Pfund, gestaffelt nach der Einsatzzahl bei den Wolves.
In der ersten Saison bei seinem Geburtsstadtverein etablierte sich Henry auf Anhieb in der Stammformation, wenngleich er oft auf der Position des rechten Außenverteidigers aushelfen musste. Am 3. März 2007 zog er sich im Spiel gegen Luton Town eine potentiell lebensgefährdende Milzquetschung zu, von der er sich wieder vollständig erholte, die ihn aber bis zum Ende der Saison außer Gefecht setzte. Mit 44 Einsätzen in der Spielzeit 2007/08 kehrte er vollständig in die erste Elf zurück und nachdem er dort die Teilnahme an den Aufstiegs-Play-off-Spielen knapp verpasste, gelang ihm in der Saison 2008/09 der Aufstieg in die Premier League. Er vertrat dabei zeitweise den erfahrenen Jody Craddock als Mannschaftskapitän und war im Zentrum des Mittelfelds an der Seite des Neuzugangs David Jones vor allem der „Mann für das Grobe“. Angesichts der gewachsenen Bedeutung band ihn der Verein mit einem neuen Vierjahresvertrag am 27. Mai 2009 langfristig. Am 23. Juli 2013 wechselte Henry zu den aus der Premier League abgestiegenen Queens Park Rangers. 